# محمود جعفری (بازیگر)
محمود جعفری (زادهٔ ۸ مهر ۱۳۳۲ در تهران) بازیگر، نویسنده و کارگردان ایرانی است. وی کار بازیگری را در سال ۱۳۵۰ به عنوان یکی از مؤسسان گروه تئاتر کوچ آغاز نمود و بازیگری در سینما را از سال ۱۳۵۲ با فیلم «قیامت» به کارگردانی «هوشنگ حسامی» آغاز کرد. شروع کارگردانی او به سریال «آرزوی پر دردسر» به نویسندگی فرهاد توحیدی در سال ۱۳۷۴ برمی‌گردد. او در سال ۱۳۷۴ سریال «آرزوی پر دردسر» را به نویسندگی فرهاد توحیدی کارگردانی کرد.

## تحصیلات
محمود جعفری مدرک لیسانس بازیگری و کارگردانی از دانشکده هنرهای زیبای دانشگاه تهران در سال ۱۳۵۷ دریافت نمود.

## گزیدهٔ آثار

### سینما
1. زودپز (۱۴۰۳، رامبد جوان)
2. قدغن (۱۴۰۰، مجید مافی)
3. درخونگاه (۱۳۹۶، سیاوش اسعدی)
4. من و شارمین (۱۳۹۴، بیژن شیرمرز)
5. پنج ستاره (۱۳۹۲، مهشید افشارزاده)
6. جیب‌بر خیابان جنوبی (۱۳۹۰، سیاوش اسعدی)
7. ترانه کوچک من (۱۳۸۸، مسعود کرامتی)
8. تب (۱۳۸۲، رضا کریمی)
9. سیزده گربه روی شیروانی (۱۳۸۲، علی عبدالعلی زاده)
10. صنوبر (۱۳۸۰، مجتبی راعی)
11. مه بانو (۱۳۸۰، مجید بهشتی)
12. دارا و ندار (۱۳۷۸، فریدون حسن پور)
13. عشق شیشه‌ای (۱۳۷۸، رضا حیدرنژاد)
14. بازیگر (۱۳۷۷، محمدعلی سجادی)
15. دختری با کفشهای کتانی (۱۳۷۷، رسول صدرعاملی)
16. مهره (۱۳۷۶، محمدعلی سجادی)
17. چهره (۱۳۷۴، سیروس الوند)
18. گارد ویژه (۱۳۷۴)
19. همسر (۱۳۷۲، مهدی فخیم زاده)
20. حکایت آن مرد خوشبخت (۱۳۶۹، رضا حیدرنژاد)
21. گزل (۱۳۶۸، محمدعلی سجادی)
22. مرگ پلنگ (۱۳۶۸، فریبرز صالح)
23. زرد قناری (۱۳۶۷، رخشان بنی اعتماد)
24. شاخه‌های بید (۱۳۶۷، امرالله احمدجو)
25. کارآگاه ۲ (۱۳۶۷، بهروز غریب پور)
26. خارج از محدوده (۱۳۶۶، رخشان بنی اعتماد)
27. روزهای انتظار (۱۳۶۵، اصغر هاشمی)
28. طلسم (۱۳۶۵، داریوش فرهنگ)
29. مقاومت (۱۳۶۵، احمد نیک آذر)
30. بازجویی یک جنایت (۱۳۶۲، محمدعلی سجادی)

### تلویزیون
| سال       | نام                               | سمت           | کارگردان                                                      | توضیحات و پخش                                                                              |
| --------- | --------------------------------- | ------------- | ------------------------------------------------------------- | ------------------------------------------------------------------------------------------ |
| ۱۴۰۳      | مهیار عیار                        | بازیگر        | سیدجمال سیدحاتمی                                              | شبکه ۳                                                                                     |
| ۱۴۰۰      | پلاک ۱۳                           | بازیگر        | آرش معیریان                                                   | شبکه ۳                                                                                     |
| ۱۴۰۰      | در کنار پروانه‌ها                  | بازیگر        | داریوش یاری                                                   | شبکه ۲                                                                                     |
| ۱۴۰۰      | زن زندگی مرد زندگی                | بازیگر        | غلامرضا رمضانی و مسعود شامحمدی                                | شبکه ۵                                                                                     |
| ۱۳۹۹      | چوب خط                            | بازیگر        | حمید بهرامیان                                                 | شبکه ۳                                                                                     |
| ۱۳۹۸      | کتونی زرنگی                       | بازیگر        | علی ملاقلی پور                                                | شبکه ۳                                                                                     |
| ۱۳۹۸      | زیر هم‌کف                          | بازیگر        | بهمن گودرزی                                                   | شبکه ۱                                                                                     |
| ۱۳۹۶      | گمشدگان                           | بازیگر        | رضا کریمی                                                     | شبکه ۲                                                                                     |
| ۱۳۹۵      | علی‌البدل                          | بازیگر        | سیروس مقدم                                                    | شبکه ۱                                                                                     |
| ۱۳۹۵      | همسایه‌ها                          | بازیگر        | مهران غفوریان                                                 | شبکه ۲                                                                                     |
| ۱۳۹۳      | جلال‌الدین                         | بازیگر        | آرش معیریان، شهرام اسدی                                       | شبکه ۱                                                                                     |
| ۱۳۹۲      | تله‌فیلم لعنتی خنده‌دار             | بازیگر        | بیژن شیرمرز                                                   |                                                                                            |
| ۱۳۸۹      | مختارنامه                         | بازیگر        | داوود میرباقری                                                | نقش معقل                                                                                   |
| ۱۳۸۷      | طفلان مسلم                        | بازیگر        | مجتبی یاسینی                                                  | شبکه ۲                                                                                     |
| ۱۳۸۶      | روزگار خوش حبیب آقا               | بازیگر        | مهدی مظلومی                                                   | شبکه ۱                                                                                     |
| ۱۳۸۵      | تا صبح                            | بازیگر        | مجید جوانمردمحمدعلی آهنگر                                     | شبکه ۵                                                                                     |
| ۱۳۸۳      | شبی از شب‌ها                       | بازیگر        | رضا کریمی                                                     | شبکه ۳                                                                                     |
| ۱۳۸۲      | این سه نفر                        | بازیگر        | اصغر توسلی                                                    | شبکه ۳                                                                                     |
| ۱۳۸۱      | توپ گرد                           | بازیگر        | بهروز بقایی                                                   | برنامه کودک و نوجوان شبکه ۱                                                                |
| ۱۳۸۱      | نسیم رؤیا                         | بازیگر        | کاظم بلوچیمحسن عظیم نیا                                       | شبکه ۱                                                                                     |
| ۱۳۷۹      | خانه نیکو                         | بازیگر        | مسعود کرامتی                                                  | برنامه کودک و نوجوان شبکه ۲                                                                |
| ۱۳۷۹      | کمین                              | بازیگر        | مسعود کرامتی                                                  | شبکه ۳                                                                                     |
| ۱۳۷۹      | داستان‌های نوروز                   | بازیگر        | مرضیه برومند                                                  | شبکه ۱                                                                                     |
| ۱۳۷۸      | شب‌زدگان                           | بازیگر        | امیرحسین قهرایی                                               | شبکه ۵                                                                                     |
| ۱۳۷۸      | ویروس ۲۰۰۰                        | بازیگر        | فریال بهزاد                                                   | در نوروز ۷۹ از شبکه ۲ پخش شد.                                                              |
| ۱۳۷۸      | دانی و من ۲                       | بازیگر        | علی عبدالعلی‌زاده                                              | شبکه ۵                                                                                     |
| ۱۳۷۸      | دانی و من                         | بازیگر        | علی عبدالعلی‌زاده                                              | شبکه ۵                                                                                     |
| ۱۳۷۸      | پدرخوانده                         | بازیگر        | حمید قدکچیان                                                  | شبکه ۵                                                                                     |
| ۱۳۷۸      | دردسر بزرگ                        | بازیگر        | رحیم مرتضی‌وندعلی عبدالعلی‌زادهعلیرضا اقدم مسعود ثروتمیترا مقدم |                                                                                            |
| ۱۳۷۸      | داستان یک شهر                     | بازیگر میهمان | اصغر فرهادی                                                   | شبکه ۵                                                                                     |
| ۱۳۷۷      | زیر بازارچه                       | بازیگر        | رضا ژیان                                                      | نوروز ۱۳۷۸ شبکه ۲                                                                          |
| ۱۳۷۶      | بافته‌های رنج                      | بازیگر        | مجید بهشتی                                                    | بر اساس رمان «بافته‌های رنج» اثر علی‌محمد افغانی و به سفارش شبکه ۱ ساخته شد؛ اما پخش نگردید. |
| ۱۳۷۶–۱۳۷۵ | دومین انفجار                      | بازیگر        | نادر مقدس                                                     | شبکه ۱                                                                                     |
|           | نابغه‌های قرن بیستم                | بازیگر        | حسین محب‌اهری                                                  | شبکه سه                                                                                    |
| ۱۳۷۵–۱۳۷۴ | دبیرستان خضراء                    | بازیگر        | اکبر خواجویی                                                  | شبکه ۲                                                                                     |
| ۱۳۷۴      | آرزوی پردردسر                     | کارگردان      | محمود جعفری                                                   | نویسنده: «فرهاد توحیدی»                                                                    |
| ۱۳۷۳      | تعطیلات خوش بگذره                 | بازیگر        | سیما ایلخان                                                   | نوروز ۱۳۷۴ شبکه یک                                                                         |
| ۱۳۷۳      | شلیک نهایی                        | بازیگر        | محسن شاه‌محمدی                                                 | ۱۳۷۴ شبکه اول                                                                              |
| ۱۳۷۲–۱۳۷۳ | پدرسالار                          | بازیگر        | اکبر خواجویی                                                  | در نقش «داماد اسدالله» شبکه ۲                                                              |
| ۱۳۷۱      | دردسر                             | بازیگر        | مجید ماهیچی                                                   | شبکه ۲                                                                                     |
| ۱۳۷۰–۱۳۷۱ | روزی روزگاری                      | بازیگر        | امرالله احمدجو                                                | در نقش «شعبان» شبکه ۱                                                                      |
| ۱۳۷۰      | روزهای برفی                       | بازیگر        | مجید جوانمرد                                                  | برنامه کودک، شبکه ۲                                                                        |
| ۱۳۶۷      | این شرح بی‌نهایت                   | بازیگر        | اسماعیل خلجحمید حمزهحمید لبخنده                               | شبکه ۲                                                                                     |
| ۱۳۶۴      | میان‌پرده‌های «بالاخره اتفاق افتاد» | بازیگر        | سیمین دولو                                                    | شبکه ۱                                                                                     |
| ۱۳۶۳      | محله بهداشت                       | بازیگر        | داریوش مؤدبیان حسین فردرو                                     | شبکه ۲                                                                                     |
| ۱۳۶۲      | تله‌تئاتر «لومومبا»                | بازیگر        | هوشنگ توکلی                                                   | کارگردان تلویزیونی: «علی‌اصغر اوجانی» نویسنده: «امه سزر»                                    |
| ۱۳۶۲–۱۳۶۱ | محله برو بیا                      | بازیگر        | داریوش مؤدبیان                                                | در سال ۱۳۶۲ از شبکه دوم پنجشنبه ها پخش می‌شد.                                               |

## جوایز
- سال ۱۳۶۷ برنده جایزه سیمرغ بلورین بهترین بازیگر مکمل مرد برای فیلم «زرد قناری» و دریافت دیپلم افتخار برای فیلم «شاخه‌های بید»